# Constant Ménager
Constant Ménager, né le 15 avril 1889 à Montataire et mort le 19 décembre 1970 à Amiens, est un cycliste français, professionnel de 1907 à 1914 et en 1919.

## Palmarès
- 1907
  - 9e de Paris-Tours
- 1909
  - Paris-Calais
  - Imola-Piacenza-Imola
  - 9e étape du Tour de France
  - 2e de Paris-Beaugency

## Résultats sur les grands tours

### Tour de France
9 participations
- 1907 : abandon (7e étape)
- 1908 : abandon (4e étape)
- 1909 : 7e du classement général et vainqueur de la 9e étape
- 1910 : 18e du classement général
- 1911 : 22e du classement général
- 1912 : abandon (4e étape)
- 1913 : abandon (3e étape)
- 1914 : 34e du classement général
- 1919 : abandon (2e étape)

### Tour d'Italie
- 1910 : abandon